# Gertrud Heise
Gertrud Elli Heise verheiratete Senff (* 23. Juli 1921 in Berlin) war eine deutsche KZ-Aufseherin in mehreren Konzentrationslagern. Sie war wegen der brutalen Behandlung der Inhaftierten gefürchtet und wurde wegen Kriegsverbrechen 1946 im Bergen-Belsen-Prozess zu 15 Jahren Haft verurteilt, die später auf sieben Jahre reduziert wurde.

## Leben

### Aufseherin in verschiedenen Konzentrationslagern
Heise arbeitete bis November 1939 als Näherin und anschließend als Maschinenarbeiterin bei der Firma Henkels. Da sie einen besseren Verdienst anstrebte, bewarb sie sich als SS-Aufseherin. Am 16. Oktober 1942 begann ihre Ausbildung im KZ Ravensbrück. Dort war sie unter anderem für die Aufsicht von zweihundert deutschen und polnischen Gefangenen in der Lagerkürschnerei zuständig. Wegen der brutalen und skrupellosen Behandlung der Gefangenen bekam sie später die Bezeichnung „Teufel in Menschengestalt“. Am 1. März 1943 wurde Heise in das KZ Majdanek versetzt.
Nach der Auflösung des KZs Majdanek im April 1944 führte sie einen Frauentransport in das KZ Płaszów und erhielt dort ihr eigenes Außenkommando. Nach dem Vormarsch der Roten Armee wurde das Lager im September 1944 aufgelöst und Heise zur Bewachung des Todesmarsches der evakuierten Inhaftierten in das KZ Auschwitz-Birkenau abkommandiert. In Auschwitz war sie zeitweise Kommandoführerin der Kanalisation im Lagerabschnitt BIIb.
Von Auschwitz aus bewachte Heise im Oktober 1944 einen Häftlingsevakuierungszug in das KZ Neuengamme, wo sie im November 1944 zur Oberaufseherin befördert und in dessen Außenlager nach Stuhr-Obernheide versetzt wurde. Am 30. Dezember 1944 schlug sie die Kommandantur des KZ Neuengamme für die Verleihung der Kriegsverdienstmedaille vor. In Obernheide galt sie wegen ihres brutalen und demütigenden Vorgehens gegen die Gefangenen als eigentliche Herrin des Lagers, der sich auch der Kommandant Johann Hille unterordnete. Zusammen mit ihm kommandierte sie 500 ungarische und 300 polnische weibliche Häftlinge, die häufig starben, regelmäßig geschlagen wurden und oftmals keine Verpflegung erhielten.
Am 4. April 1945 begleitete Heise die Häftlinge mit einem Evakuierungstransport in das KZ Bergen-Belsen, wo sie keinen Dienst tat, sondern in das Außenlager Hamburg-Eidelstedt von Neuengamme versetzt, aber nach eigenen Angaben bereits am nächsten Tag wieder entlassen wurde.

### Nachkriegszeit und Prozess
Am 11. Juni 1945 wurde Heise in Hamburg von der britischen Militärpolizei festgenommen und angeklagt. Die Anklage lautete unter anderem auf Kriegsverbrechen während des Zweiten Weltkrieges, Straftaten in den Konzentrationslagern und sämtlichen anderen Stationen ihres Lebensweges, Zugehörigkeit zum Personal der Konzentrationslager und schlechte bis unzureichende Behandlung von Gefangenen. Der Prozess fand vom 16. bis zum 22. Mai 1946 vor dem britischen Militärgericht in Celle im Rahmen des Bergen-Belsen-Prozesses statt. Heise bestritt alle Anklagepunkte. Sie behauptete, von den Vergasungen in Majdanek nur gehört, aber niemals etwas davon gesehen zu haben. Im KZ Auschwitz habe sie angeblich nur zwei Gefangene im Garten des Lagerkommandanten beaufsichtigt und nichts von den Verbrechen mitbekommen.
Die Anklage plädierte auf eine Haftstrafe von 15 Jahren, die Verteidigung auf Freispruch. Am 22. Mai 1946 wurde Heise zu 15 Jahren Zuchthaus verurteilt. Da nicht zweifelsfrei nachgewiesen werden konnte, dass sie einen Gefangenen in Auschwitz getötet hatte, wurde auf ihr Ersuchen hin das Strafmaß am 17. August 1946 auf sieben Jahre herabgesetzt. Heise wurde in der JVA Werl inhaftiert und Ende 1950 entlassen. Nach ihrer Entlassung heiratete sie, nahm den Namen Senff an und wurde zuletzt 1970 gesehen; ihr letzter bekannter Wohnort war am Lilienthalplatz in Hamburg. Über ihren weiteren Lebensweg ist nichts bekannt.